# Joey McFarland
Joey McFarland est un producteur de cinéma américain né le 30 avril 1972 à Louisville (Kentucky).

## Biographie
En 2010, il fonde Red Granite Pictures (en) avec Riza Aziz.

## Filmographie
- 2015 : Daddy's Home de Sean Anders et John Morris
- 2014 : Dumb and Dumber De de Peter et Bobby Farrelly
- 2013 : Le Loup de Wall Street de Martin Scorsese
- 2013 : Les Brasiers de la colère de Scott Cooper
- 2013 : Horns d'Alexandre Aja
- 2011 : Friends with Kids de Jennifer Westfeldt
- 2017 : Papillon de Michael Noer
- 2023 : Emancipation d'Antoine Fuqua

## Nominations
- Oscars du cinéma 2014 : Oscar du meilleur film pour Le Loup de Wall Street